# The 'Mercury' Demos
| Оценки критиков | Оценки критиков |
| Источник        | Оценка          |
| --------------- | --------------- |
| Pitchfork       | 7.1/10          |

The 'Mercury' Demos — бокс-сет британского рок-музыканта Дэвида Боуи, выпущенный в мае 2019 года лейблом Parlophone на виниле. В него вошли десять демонстрационных песен в моно-формате, исполненные Боуи со своим другом Джоном Хатчинсоном в начале 1969 года. В ноябре 2019 года сборник был выпущен на компакт-диске как часть из бокс-сета Conversation Piece.
Как и бокс-сеты Spying Through a Keyhole и Clareville Grove Demos, пластинка была выпущена к 50-летию альбома Space Oddity. Ранее, демоверсия песни «Space Oddity» уже выпускалась в отредактированном виде в качестве первого трека бокс-сета Sound + Vision (1989).
В примечаниях к бокс-сету выдвигается предположение, что включённые в него демоверсии были записаны в квартире Дэвида в Клэрвилл-Гроув, Южный Кенсингтон, где-то между первой студийной попыткой записи «Space Oddity», 2 февраля 1969 года, и переездом Дэвида в Бекхэм — в середине апреля.

## Список композиций
Слова и музыка всех песен — написаны Дэвидом Боуи, за исключением отмеченных.
| №   | Название              | Автор(ы)                               | Длительность |
| --- | --------------------- | -------------------------------------- | ------------ |
| 1.  | «Space Oddity»        |                                        | 5:29         |
| 2.  | «Janine»              | Дэвид Боуи, Джон Леннон, Пол Маккартни | 3:54         |
| 3.  | «An Occasional Dream» |                                        | 3:19         |
| 4.  | «Conversation Piece»  |                                        | 3:31         |
| 5.  | «Ching-a-Ling»        |                                        | 3:37         |
| 6.  | «I'm Not Quite»       |                                        | 4:01         |
| 7.  | «Lover to the Dawn»   |                                        | 5:02         |
| 8.  | «Love Song»           | Лесли Данкан                           | 4:09         |
| 9.  | «When I'm Five»       |                                        | 3:20         |
| 10. | «Life Is a Circus»    | Роджер Банн                            | 5:28         |